# Augustin Bader
Augustin Bader (* um 1495 in Augsburg; † 30. März 1530 in Stuttgart) war ein Augsburger Täuferführer und Chiliast.

## Leben
Über Jugend und Herkunft von Augustin Bader ist nichts bekannt. Er wurde wohl kurz vor 1500 in Augsburg geboren. Im Jahr 1516 ist er erstmals als Webergeselle erwähnt; auch wird er als Kürschner genannt. 1517 taucht er in den Akten als Hausbesitzer auf, was auf seine Heirat hindeutet.

### Der Täuferführer
Wie seine Frau Sabina Bader ließ er sich im Winter 1526/27 vermutlich durch Jakob Gross gläubig taufen  und schloss sich der Augsburger Täufergemeinde an. Obwohl er namentlich nicht erwähnt ist, kann Baders Teilnahme an der Augsburger Märtyrersynode vom 20. bis 24. August 1527 angenommen werden. Am 15. September 1527 wurden bei einem geheimen Treffen der Täufergemeinde durch die Stadt eine Razzia durchgeführt. Unter den Verhafteten befand sich neben Jakob Gross und Hans Hut auch Baders Frau Sabina. Da nach dieser Verhaftungswelle die wichtigsten Führer der Augsburger Täufer in Gefangenschaft gerieten oder aus der Stadt verbannt waren, wurde Augustin Bader auf Vorschlag von Leonhard Freisleben zum Vorsteher der Augsburger Täufer ernannt. Wenige Tage nach seiner Wahl wurde er jedoch auch verhaftet. Anders als seine Frau schwor er formell dem Täufertum ab, um einer Ausweisung aus der Stadt zu entgehen. In der Folge leitete Bader im Geheimen eine Vielzahl von Treffen und führte Gläubigentaufen durch. Ab Frühjahr 1528 veranstaltete er auch größere Versammlungen außerhalb der Stadt unter freien Himmel, um die Täufer auf das von Hans Hut auf Pfingsten 1528 vorausgesagte Jüngste Gericht vorzubereiten. Über Eitelhans Langenmantel war Bader zu einer Abschrift von Huts „Missionsbüchlein“ gelangt und war so über dessen apokalyptischen Lehren und Endzeitberechnung informiert. Als im Februar 1528 der Rat von Augsburg eine zweite Verhaftungswelle startete, konnte sich Bader einer Gefangennahme durch List entziehen. Er wich für kurze Zeit nach Kaufbeuren aus, um die dortige Täufergemeinde auf die Endzeit vorzubereiten. Als er heimlich nach Augsburg zurückkehrte, stand die Gemeinde unter der Leitung von Georg Nespitzer. Zwischen Bader und Nespitzer kam es zu Differenzen bezüglich des Endzeittermines. Es drohte eine Spaltung der Täufergemeinde und eine Abwahl Baders als Vorsteher. Bader verließ darauf die Stadt und begab sich zur Täufergemeinde von Esslingen am Neckar. Von dort zog er zusammen mit den ebenfalls aus Augsburg vertriebenen Täufern Gall Vischer und Hans Koeller nach Straßburg, um sich mit den dortigen Brüdern über die Endzeit abzustimmen.

### Der Prophet
In Straßburg lernte er den Bauernkriegsprediger Oswald Leber kennen, der in Übereinstimmung mit der jüdisch-messianischen Offenbarung von Abraham ben Eliezer ha-Levi das Jahr 1530 als Termin für die Rückkehr des Messias voraussagte. Trotz dieser neuen Voraussage, kehrte Bader auf Pfingsten 1528 nach Augsburg zurück, um die Erfüllung der Hut'schen Prophezeiung zu erleben. Als Bader in Augsburg eintraf, fand er die Täufergemeinde fast völlig zerschlagen. An Ostern 1528 war ein Großteil der Täufer (88 Personen) verhaftet und anschließend aus der Stadt vertrieben worden. Es folgten weitere Verhaftungen. Ihr Vorsteher Hans Leupold war zur Abschreckung hingerichtet worden. Die verbliebenen Täuferführer einigten sich auf eine Zeit der Rückbesinnung und beschlossen ein Taufmoratorium. In dieser unsicheren Zeit versteckte sich Bader bei einem Gesinnungsgenossen auf dem Dachstock und wartete auf neue Offenbarungen. Im Juli und August erlebte Bader in seinem Versteck drei Visionen, auf denen er seine eigene Lehre von der „großen Veränderung“, die seiner Meinung nach an Ostern 1530 eintreten würde, aufbaute. Die Visionen gaben ihm die Gewissheit, dass er berufen sei, als Prophet der anbrechenden Endzeit wirken zu müssen. Gegen Ende 1528 verließ Bader Augsburg erneut und trat an verschiedenen Täufertreffen auf, wo er seine Visionen verbreitete und versuchte, Anhänger für die von ihm begründete Bewegung zu suchen. Über Esslingen am Neckar begab er sich zu einem Treffen nach Schönberg bei Geroldseck, um sich einer Gruppe von Vertrauten als Prophet zu offenbaren. Danach reiste er zurück nach Augsburg und versuchte dort seinen Besitz zu verkaufen, um für seine neue Gemeinde eine materielle Basis zu schaffen. Ende des Jahres 1528 trat Bader an einem Täufertreffen im appenzellischen Teufen auf. An diesem Treffen sagte er sich im Sinne des in Augsburg beschlossenen Taufstillstandes offen vom Täufertum los. Er habe von Gott einen anderen Befehl erhalten. Nach dem Treffen in Teufen scheint Bader im Januar 1529 an einem Täufertreffen in Nürnberg teilgenommen zu haben. Danach verlieren sich die Spuren bis zum Juli 1529.

### Der König
Nachdem es Sabina Bader gelungen war, ihr Haus in Augsburg zu verkaufen, zog Bader mit seiner hochschwangeren Frau und ihren drei Kindern nach Westerstetten bei Ulm, um sich auf die kommende Endzeit vorzubereiten. Zusammen mit der Familie von Gastl Miller fanden sie Ende Juli 1529 für mehr als drei Monate Unterkunft bei einem Müller. In dieser Zeit fällt die Geburt des jüngsten Sohnes der Familie Bader. Von Westerstetten zog die Gruppe in den Weiler Lautern bei Blaubeuren und mietete dort ein Haus von einem Müller. Von Basel trafen am Martinstag 1529 die weiteren Anhänger Baders (Hans Koeller, Gall Vischer und Oswald Leber) mit ihren Familien in Lautern ein, um gemeinsam auf die „große Veränderung“ zu warten und in einer Art Missionszug die Lehren Huts vom letzten Gericht den Menschen zu vermitteln. Für die endzeitliche Mission ließ Bader aus der Gemeinschaftskasse speziell von ihm entworfene Kostüme schneidern. Zu den Vorbereitungen gehörte auch die Kontaktnahme mit Juden von Leipheim und Günzburg, um sich von ihnen den Endzeittermin bestätigen zu lassen.
Ende November erfuhr Baders Lehre durch die Vision seines Genossen Gall Vischer eine wesentliche Erweiterung. Vischer gab an, er habe in einem Traumgesicht gesehen, wie sich ihr Haus geöffnet habe und Königsinsignien sich auf Bader herabgesenkt hätten. Bader interpretierte Vischers Traum als Voraussage für seine künftige Rolle als König im tausendjährigen Reich und für die königliche Abstammung seines eben erst geborenen jüngsten Sohnes. Als direkte Konsequenz dieser Vision bestellten Bader und seine Gefährten die Königsinsignien bei Goldschmieden in Ulm. Zu den Insignien gehörte ein Dolch, ein Becher und eine goldene Borte als Gürtel. Ein Schwert und den Dolch ließen sie anschließend vergolden. Zusätzlich wurde die Anfertigung einer kleinen Krone, einer Kette und eines Zepters in Auftrag gegeben. Seine Rolle als zukünftiger König konnte Bader nicht lange ausfüllen, denn bereits in der dritten Januarwoche 1530 wurden er und seine Anhänger verhaftet.

### Der Märtyrer
Anhand der Prozessakten können Verhaftung, Verhöre mit Folter und Hinrichtungen der millenaristischen Gruppe um Augustin Bader recht gut rekonstruiert werden. Es ist nicht bekannt, wer den Aufenthaltsort Baders und seiner täuferischen Lebensgemeinschaft in Stuttgart gemeldet hatte. Nach Bekanntwerden des Verdachtes schickte die Obrigkeit Mitte Januar 1530 einen Vertreter aus, um zusammen mit dem Obervogt von Blaubeuren die verdächtige Gemeinschaft zu verhaften. Insgesamt 15 Personen (fünf Männer, zwei schwangere Frauen und acht meist noch kleine Kinder) gerieten in Gefangenschaft. Der Rest des Gemeinschaftsvermögen, die Königsinsignien, die kostbaren Kostüme und der weitere Besitz der Gruppe wurden konfisziert. Allein Sabina Bader konnte sich durch einen Sprung aus dem Fenster der Verhaftung entziehen. Die verhafteten Erwachsenen wurden auf verschiedene Gefängnisse und die Kinder in verschiedene Anstalten verteilt.
Augustin Bader kam ins Gefängnis von Stuttgart, wo er am 27. Januar 1530 einem ersten Verhör unterzogen wurde. Bader gab freimütig Auskunft über seine Lehre und seine Berufung zum König im kommenden tausendjährigen Reich. Gleichzeitig wurden die anderen Verhafteten und weitere Zeugen vernommen. Nach der ersten gütlichen Befragung wurden die Verhafteten der peinlichen Befragung unterstellt. Dabei interessierte die Behörde weniger die religiösen Beweggründe Baders, sondern seine politische Einstellung. Im Vorfeld des Augsburger Reichstags wurde Bader zu einem Agenten des vertriebenen Herzogs Ulrich von Württemberg hochstilisiert. Bader wurde nicht in erster Linie Ketzerei vorgeworfen, sondern er wurde des geplanten Aufruhrs bezichtigt. Am 10. März 1530 wurde Augustin Bader unter schwerer Folter ein letztes Mal verhört. Er weigerte sich bis zuletzt abzuschwören. Seine Hoffnung, wenigstens bis zur „großen Veränderung“ zu überleben, erfüllte sich nicht.
Obwohl die Behörden trotz Folter keinen konkreten Aufstandsplan aus ihm herauspressen konnten, wurde er wegen Aufruhr zum Tode verurteilt. Am 30. März wurde er und seine Anhänger wegen politischen Aufruhrs in Stuttgart, Tübingen und Nürtingen hingerichtet. Bader wurde auf einem Wagen durch die Straßen Stuttgarts geführt und in den einzelnen Vierteln mit glühenden Zangen gezwickt. Auf dem Hinrichtungsplatz wurde ihm vom Henker eine glühende Krone aufs Haupt gedrückt. Danach wurde er mit seinem eigenen vergoldeten Schwert enthauptet und anschließend auf dem Scheiterhaufen verbrannt.

## Taufsukzession
Die Linie der Taufsukzession geht bei Augustin Bader (1526/27) vermutlich über Jakob Gross (Ostern 1525), Balthasar Hubmaier (Ostern 1525), Wilhelm Reublin (Januar 1525), Jörg Blaurock (Januar 1525) auf Konrad Grebel (Januar 1525) zurück. Die in Klammern gesetzten Daten bezeichnen das jeweilige Taufdatum. Belege dazu finden sich in den Biographieartikeln der erwähnten Personen.